# Rathaus (Burgau)

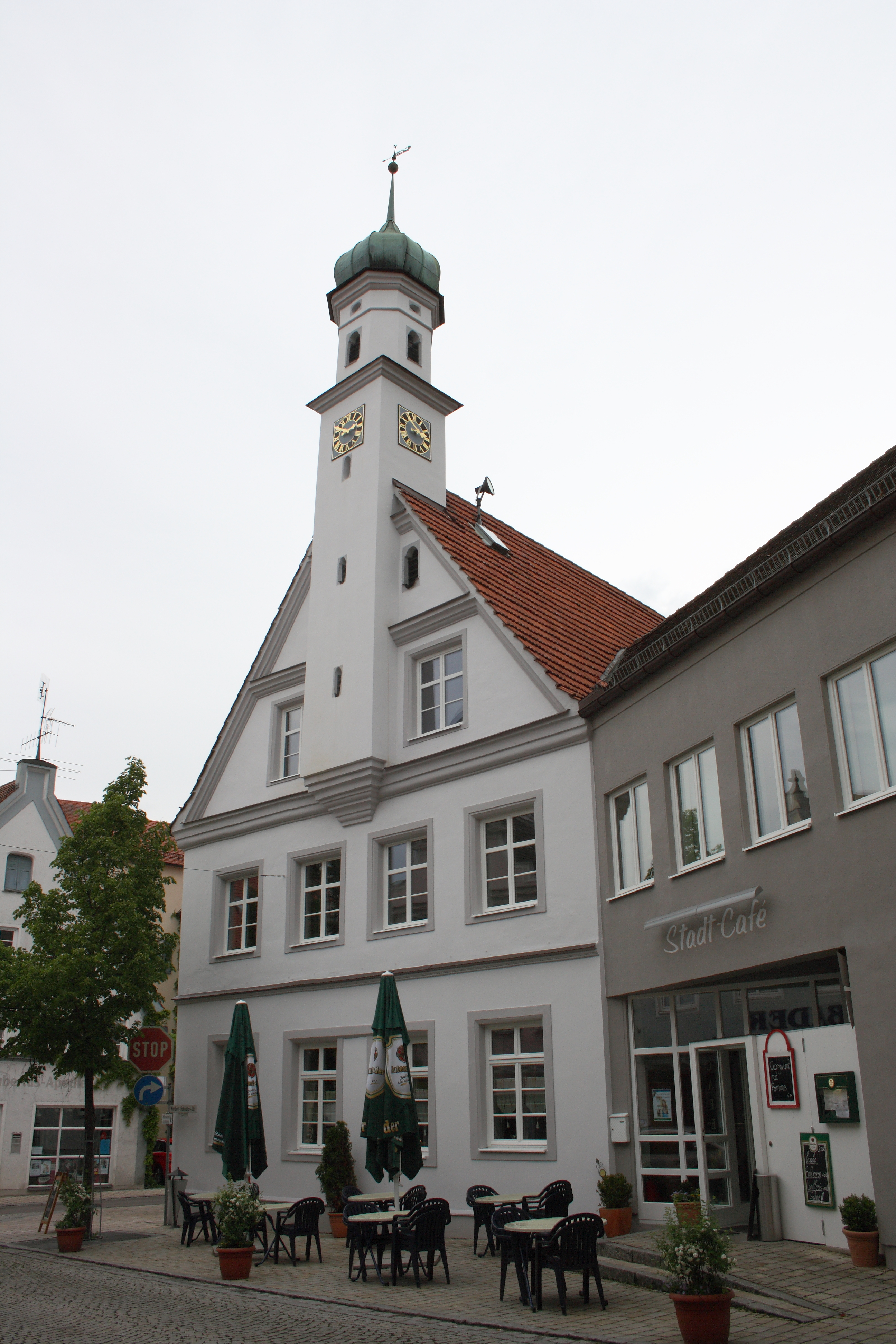
Altes Rathaus in Burgau

Das Rathaus in Burgau, einer Stadt im Landkreis Günzburg im bayerischen Regierungsbezirk Schwaben, wurde Anfang des 18. Jahrhunderts errichtet. Das Rathaus an der Stadtstraße 6, an der Einmündung zur Norbert-Schuster-Straße, ist ein geschütztes Baudenkmal.

## Geschichte und Beschreibung
Das alte Rathaus wurde von 1709 bis 1711 nach den Plänen von Valerian Brenner gebaut. Das Gebäude mit Satteldach besitzt einen Zwerchgiebel an der Traufseite. Über dem straßenseitigen Westgiebel erhebt sich ein Dachreiter mit Oktogon und Zwiebelhaube. Im quadratischen Unterbau des Dachreiters befinden sich an allen Seiten Zifferblätter der Rathausuhr. 
Im Sitzungssaal wurde um 1711 eine Stuckdecke mit dem habsburgischen Doppeladler von Wilhelm Willam geschaffen.